# 宋洋
宋洋（ソン・ヤン、1983年7月13日 - ）は、中華人民共和国福建省福州市出身の中国人俳優である。北京電影学院演技科出身。

## 経歴
2005年、中国の北京電影学院演技科を卒業する。2006年の歴史ドラマ『楊家将伝記 兄弟たちの乱世』において楊二郎(楊延定)役で俳優デビューし、世間に認知されるようになった。その後、『江湖の薔薇』『射鵰英雄伝〈新版〉』『仙剑奇侠传三』などに出演し、俳優としてのキャリアを積んだ。
2010年の田少波監督の歴史劇『大明嬪妃』で自身初のドラマ主演を務め、泰昌帝（朱常洛）の皇太子時代および即位後の雄姿を演じた。また2012年に『大明嬪妃』の姉妹作である歴史劇『明珠遊龍』にも出演し、前作に引き続き主演を務め、天啓帝（朱由校）役を快活に演じた。この二つの主演作が出世作となり、以後俳優としての活躍が加速するようになる。
2012年、アクション映画『ソード・アイデンティティー』において映画初主演を務める。また同年、武侠映画『ソード・アーチャー 瞬殺の射法』でも主演を務め、主役の柳白猿を演じた。この作品における演技が高く評価され、中国映画監督協会表彰大会の最優秀主演（男優部門）にノミネートされ、人気俳優としての地位を確固たるものにした。また2014年の武侠ドラマ『神雕侠侶〜天翔ける愛〜』で主演陣の一人に名を連ね、甄志丙役を演じた。加えて2013年、歴史アクションドラマ『イップ・マン』に主演陣の一人として登場。主人公イップ・マンの親友・ライバルである阿寺(スー)役(※イップ・マンの師匠・陳華順の息子)を力演した。さらに2015年にはアクション映画『ファイナル・マスター』に出演するなど、アクション俳優としても活動している。
2017年、ドラマ『深夜食堂〈中国版〉』に主要キャストの一人・趙銘龍役として出演した。また、2017年の中国の革命映画『建军大業』に出演し、同年のサスペンス映画『無言の激昂』では主演を務め、主役の張保民を演じた。2018年、SF映画『拓星者』で主演を務め、同年のサスペンス映画『長安道』でも主演となった。
2020年、サスペンスドラマ『雨に眠る罪 -非常目撃-』でも主演を務め、『無言の激昂』に引き続いて俳優の袁文康と共演した。加えて同年には、2020年の映画興行成績世界No.1として大いなる話題を呼んだ戦争映画『エイト・ハンドレット 戦場の英雄たち』で助演し、国民革命軍第88師参謀長・張柏亭役を演じた。さらに同年末、中国版『インセプション』として名高いネット配信のサスペンスドラマ『幻夢追凶〜ドリーム・インセプション〜』でも主演を務め上げ、解夢師・袁不解の役を巧みに演じきった。そして翌2021年には、サスペンスドラマ『执念如影』においてまたしても主演。特に2017年以降は、サスペンスドラマやミステリードラマの主演としての仕事に主軸を置き、精力的に活躍している。
2021年10月から翌年1月にかけて、映画化もされた張愛玲原作の人気ラブロマンス『傾城之恋』の舞台劇版に出演。女優のレジーナ・ワンとW主演を務めるかたちで、中国の全4都市を巡演しており、目下、各地の観客から高い評価を獲得している。また2021年末には、犯罪映画『誤殺2』に出演。この作品でも、主演陣の一人に名を連ねいている。

## 人物
- 多数の作品で重要な役柄を演じ、実力派俳優としてのキャリアを着実に重ねている[6]。特に、SNS「微博」のフォロワー数が2021年時点で102万人を超えるなど、多くのファンから一定の人気を獲得している。
- 好きなアーティストはマイケル・ジャクソン。趣味はトレーニングや映画鑑賞、ドラムなど。ドラマ『イップ・マン』や映画『ファイナル・マスター（中国語版）』で習った詠春拳も、趣味の一環として稽古を続けているという[7]。

## 出演作品

### ドラマ
2006年
- 『楊家将伝記 兄弟たちの乱世』 - 楊延定

2007年
- 「聊斋奇女子」 - 方無愧

2008年
- 『射鵰英雄伝〈新版〉』 - 尹志平
- 「仙剑奇侠传三」 - 渓風

2009年
- 『江湖の薔薇』 - 何書淮

2010年
- 「伝説」 - 祝融
- 「大明嬪妃」 - 朱常洛（泰昌帝）

2012年
- 「明珠遊龍」 - 朱由校（天啓帝）
- 「千金」 - 李伝宗

2013年
- 『イップ・マン』 - 阿寺(※日本語吹き替え-石狩勇気)

2014年
- 『神雕侠侶〜天翔ける愛〜』 - 甄志丙
- 「我为宫狂2」（ネットドラマ） - 孟宇

2017年
- 「深夜食堂〈中国版〉」 - 趙銘龍

2020年
- 「清风明月佳人」（2007年撮影） - 宋欽宗
- 『雨に眠る罪 -非常目撃-』（ネットドラマ） - 山峰
- 「萬水千山風雨情」（2012年撮影） - 杜雨橋
- 『幻夢追凶〜ドリーム・インセプション〜』（ネットドラマ） - 袁不解

2021年
- 「執念如影」 - 高川

2022年
- 「キングダム〜乱世の英傑〜」 - 姫丹

### 映画
2009年
- 「火线追凶之无罪辩护」 - 王粟
- 「為了母親的微笑」 - 金輝

2010年
- 「神算子」 - 呉歓
- 「夢断韶華」 - 花小楼

2011年
- 「刀见笑」

2012年
- 『ソード・アイデンティティー』 - 梁痕録
- 『ソード・アーチャー 瞬殺の射法』 - 柳白猿

2014年
- 「狙撃時刻」 - 葉風

2015年
- 「昔日恋人」
- 『ファイナル・マスター』 - 耿良辰

2016年
- 「过年好」

2017年
- 「建军大业」 - 汪寿華

2018年
- 「无迹可寻」
- 『無言の激昂』 - 張保民

2019年
- 「长安道」 - 邵寛城

2020年
- 『エイト・ハンドレット 戦場の英雄たち』 - 張柏亭

2021年
- 「不止不休」 - 張博(※特別出演)
- 「误杀2」 - 達馬医師

### テレビ映画
2009年
- 「魔幻疑凶」 - 沙飛/沙翔
- 「古玩迷局」 - 葉知秋
- 「奇情記」 - 沈夢言
- 「白狼行動」 - 霍剛
- 「狼牙魔呪」 - 朗峰

2010年
- 「致命柔情」 - 司恒
- 「生死暗鏢」 - 余少塵

2011年
- 「女王」 - 韓飛
- 「公主驾到(战红尘)」 - 完顔桀
- 「分身」 - 蘇醒

2014年
- 「追剿白狼」

### 舞台劇
- 「熱線電話」 - 高銘亮
- 「權貴之家內幕」 - 葉戈爾

2020年 - 2021年
- 「傾城之恋」 - 范柳原